# Зроблено в США (фільм, 1966)
«Зроблено в США» (фр. Made in USA) — французька кримінальна комедія 1966 року, знята режисером Жаном-Люком Годаром. Головні ролі зіграли Анна Каріна, Ласло Сабо, Жан-П'єр Лео, Маріанна Фейтфулл, Ів Афонсо та Жан-Клод Буйон. Це була вільна та несанкціонована адаптація роману 1965 року «Зломщик» / «The Jugger» Річарда Старка (псевдонім Дональда Е. Вестлейка), а також заснована на фільмі Говарда Гоукса 1946 року «Великий сон» (який, своєю чергою, був адаптацією однойменного роману 1939 року Реймонда Чандлера).
Оскільки ані Годар, ані продюсер не отримали дозволу та не заплатили за права на екранізацію «Зломщика», Вестлейк подав до суду, і фільм не виходив у Сполучених Штатах понад чотири десятиліття. Нещодавно відреставровану копію фільму розповсюдила компанія Rialto Pictures у 2009 році, розпочавши з показу в театрі Кастро в Сан-Франциско 1 квітня, через три місяці після смерті Вестлейка. У липні 2009 року Criterion Collection випустила фільм на DVD.

## Сюжет
У 1968 році журналістка Пола Нельсон їде з Парижа до французького міста Атлантик-Сітé, щоб зустрітися зі своїм колишнім хлопцем Річардом П., який писав передовиці для комуністичних журналів, коли дізнається про смерть колишнього. Пола дізнається, що він помер, імовірно від серцевого нападу. Вона замовляє в готельний номер пляшку віскі. Декілька разів виглянувши у вікно Пола виявляє, що за нею стежать двоє чоловіків. Едгар Тайфус, її колишній колега, вривається до її готельного номера і пропонує допомогти Паулі розібратися у смерті Річарда, але замість цього вона збиває його з ніг і непритомного тягне до сусіднього номера, де зустрічає його племінника, письменника Девіда Гудіса, і дівчину Девіда, японку з ірисовими очима Доріс Мідзогуті.
Пола починає розслідування самостійно, їде в лікарню де помер Річардо П. Потім Пола відвідує місцевий бар де зустрічає двох чоловіків, що стежили за нею в готелі та виявляє, що за нею стежать Пол Відмарк, інспектор місцевої поліції та Дональд Сігел. Вона починає підозрювати, що смерть Річарда може бути пов'язана зі смертю минулого року Лакруа, комуністичного мера Атлантік-Сіте. Пола йде на зустріч з невідомим, зненацька хтось нокаутує її. Вона прокидається в гаражі з Відмарком, який запитує, чи знає вона, де Річард зберігав докази смерті Лакруа, і вмикає їй аудіозаписи, на яких Річард відстоює свої комуністичні політичні погляди.
Коли Відмарк повертає Полу до її готелю, вони застають там поліцію і дізнаються, що Тайфус і Доріс убиті, а інспектор Олдріч прибув з Парижа для розслідування. Відмарк каже Полі, що Олдріч підозрює її, але він допоможе їй, якщо вона допоможе йому знайти докази, які він шукає, хоча вона йому не довіряє, оскільки підозрює, що він убив Річарда. Олдріч допитує Полу, але відпускає її після того, як Девід, який спочатку заявив, що вона вбивця, змінює свої свідчення.
Продовжуючи розслідування, Пола дізнається, що Річард володів секретною віллою. Сігел, якого Відмарк відкинув, показує їй фотографії вбивства Річарда, розповідає, що він убив Тіфуса та Доріс, тому що вони спіймали його під час обшуку її кімнати, і пропонує відвезти її на віллу в обмін на 2 мільйони старих франків, але замість цього Паула стріляє в нього.
Олдріч каже Полі, що отримав наказ призупинити розслідування, і повертається до Парижа. Пола, з'ясувавши, що екстремістське крило в місцевій комуністичній партії організувало вбивство Річарда Лакруа, щоб вони могли звинуватити більш поміркованих лівих у спробі захоплення влади, а потім убила Річарда, щоб зв'язати кінці, зустрічається з Відмарком і відводить його на віллу Річарда. Щоб вони захистилися від обману та могли довіряти одне одному, Паула пропонує їй написати листа, зізнаючись у вбивстві Тифуса, а Відмарку — написати листа, зізнаючись у вбивстві Річарда. Отримавши листа Відмарка, який, оскільки в ньому також йдеться про могутнього доктора Едварда Людвіга, захистить її від убивства, Паула бере до кишені пістолет. Відмарк зупиняє її та збирається застрелити, коли Девід підкрадається і стріляє у Відмарка ззаду, вбиваючи його. Потім Пола вбиває Девіда.
Стоячи біля кіоску на платному шосе, Пола бачить, як повз проїжджає її друг Філіп Лабро, і сідає в його машину. Він каже, що не думає, що буде фашистське повстання, але вона відповідає, що воно буде, і вона сподівається, що у неї вистачить сил дати відсіч. Філіп каже, що політичні ліві та праві однакові, і слід винайти нові терміни, а Паула запитує, як слід обговорювати це питання.

## У ролях
- Анна Каріна — Пола Нельсон
- Ласло Сабо — Пол Відмарк, поліцейський інспектор в Атлантік-Сіте
- Жан-П'єр Лео — Дональд Сігель, напарника Відмарка
- Маріанна Фейтфул — співаюча клієнтка в барі
- Ів Афонсо — Девід Гудіс, письменник

Не зазначені в субтитрах
- Даніель Палмеро в ролі покоївки готелю
- Ернест Менцер у ролі Едгара Тифуса, дядька Девіда
- Кіоко Косака в ролі Доріс Мідзогуті, подруги Девіда
- Марк Дюдікур — Поль, бармен
- Ремо Форлані — Томас, робітник бару
- Клод Бакка в ролі чоловіка з Маріанною Фейтфулл
- Алексіс Поляков — лакей доктора Людвіга
- Роджер Сціпіон — доктор Едвард Людвіг
- Жан-Клод Буйон — інспектор Олдріч із Парижа
- Жан-П'єр Бісс — Річард Ніксон, офіцер поліції в Атлантік-Сіте
- Сільвен Годе — Роберт Макнамара, офіцер поліції в Атлантік-Сіте
- Ріта Мейден — жінка, яка повідомляє Паулі, де знаходиться вілла Річарда
- Філіп Лабро як він сам, журналіст

Жан-Люк Годар озвучив колишнього хлопця Паули, Річарда Політцера, на записах, які їй показує Відмарк.

## Історія створення
Фільм було знято одночасно з фільмом «Дві чи три речі, які я знаю про неї». Годар швидко зняв фільм, щоб спробувати допомогти своєму другові та продюсеру Жоржу де Борегару подолати фінансові труднощі, спричинені цензурою на фільм Жака Ріветта «Черниця» (1966), який також продюсував де Борегар.
Фільм є останнім повнометражним проєктом Жана-Люка Годара, в якому він зняв свою дружину Анну Каріну. Фраза Каріни у фільмі: Ти, правда, помер, чи це був хтось інший? Рішар, королю мій.  У якій дешевій трагедії ти змушуєш мене гратиме останню сцену? Таким чином, Каріна звертається до самого Жана-Люка. Востаннє вони працювали разом, коли він знімав її в сегменті «Очікування, або Кохання у 2000 році» для фільму-антології «Найстаріша професія» 1967 року.
Більшість персонажів у фільмі названі на честь реальних персонажів, серед них актор Річард Відмарк, режисери Дон Сігел, Девід Гудіс, Мідзогуті Кендзі, Едвард Людвіг і Роберт Олдріч і американські політичні діячі Роберт Мак-Намара і Річард Ніксон. Існує припущення, що персонаж Пола Нельсон названа на честь Малюка Нельсона, про якого Сігел зняв фільм із Міккі Руні в головній ролі в 1957 році. Фільм присвячено «Ніку та Сему», маючи на увазі Ніколаса Рея та Семюеля Фуллера, «голлівудських індивідуалів, які були об'єктами синівського благоговіння та едіпової агресії» для Годара. У барі Маріанна Фейтфулл співає пісню «As Tears Go By», яка насправді стала для неї хітом 1964 року.

## Відгуки
На сайті-агрегаторі рецензій Rotten Tomatoes фільм має рейтинг схвалення 85 % на основі 20 рецензій із середньою оцінкою 7,6/10.

До 2009 року фільм «Зроблено в США» «рідко показували у США». Після показу на Нью-Йоркському кінофестивалі 1967 року газета «Нью-Йорк Таймс» назвала його «часто дивовижним попурі з кінооповіді, образів і послань» та зазначила, що «Анна Каріна, як допитлива дівчина-подруга, забезпечує не лише яскраву красу, але й об'єднуючу нитку людяності». Понад сорок років потому, після показу на Кінофорумі, А. О. Скотт написав, що, хоча фільм «далеко не втрачений шедевр, він, тим не менш, є яскравим і нерівним шматочком пазлу кар'єри пана Годара», і запропонував низку «причин для тих, хто не є прихильниками Годара», щоб його подивитися:
Є, по-перше, надута та мила Маріанна Фейтфул, яка співає акапельну версію «As Tears Go By». Там курять і сперечаються худорляві юнаки. Яскраві поп-кольори сучасності поєднуються з вивітреною, красивою буденністю старої Франції, і все це чудово зафільмовано Раулем Кутаром. Тут є політичні промови, виголошені через гучномовець. І, звісно, є божевільна, звільняюча байдужість до умовностей зв'язності оповіді, психологічної правдоподібності чи емоційної доступності.

## Цікаві факти
- Пола Нельсон (Анна Каріна) під час дрімання лежить з копією «Прощавай, життя, прощавай, кохання» / «Adieu la vie, adieu l'amour» Горація Маккоя, перекладу «Поцілуй завтра до побачення» / «Kiss Tomorrow Goodbye» (1948) у видавництві «Noire».
- На задньому фоні сцені в художній майстерні стоїть плакат австрійського нудистського фільму «Das Mädchen mit dem Mini».
- Пола Нельсон двічі замовляє віскі «Haig» Gold Label, перший у готелі, другий раз у місцевому барі.